# Atina
Atina is een gemeente in de Italiaanse provincie Frosinone (regio Latium) en telt 4486 inwoners (31-12-2004). De oppervlakte bedraagt 29,8 km², de bevolkingsdichtheid is 154 inwoners per km².
De volgende frazioni maken deel uit van de gemeente: Ponte Melfa, Colle Melfa, San Marciano, Settignano, Rosanisco, Sabina, Colle Alto, Le Sode, Capo di China.

## Demografie
Atina telt ongeveer 1608 huishoudens. Het aantal inwoners daalde in de periode 1991-2001 met 4,4% volgens cijfers uit de tienjaarlijkse volkstellingen van ISTAT.
| Jaar | Inwoneraantal |
| ---- | ------------- |
| 1991 | 4692          |
| 2001 | 4484          |

## Geografie
De gemeente ligt op ongeveer 490 m boven zeeniveau.
Atina grenst aan de volgende gemeenten: Alvito, Belmonte Castello, Casalattico, Casalvieri, Gallinaro, Picinisco, Terelle, Villa Latina.

## Impressie

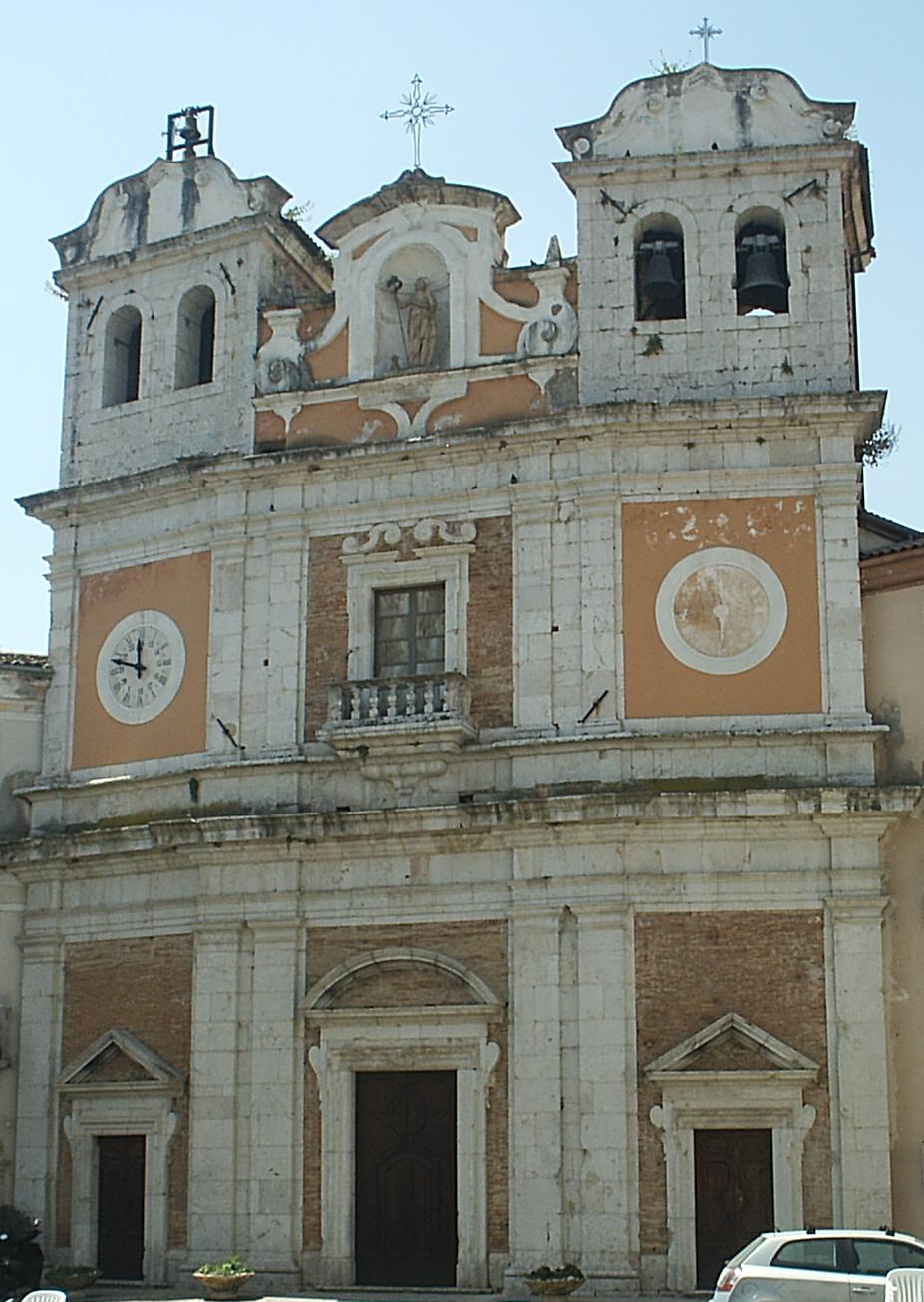
Kathedraal van Atina
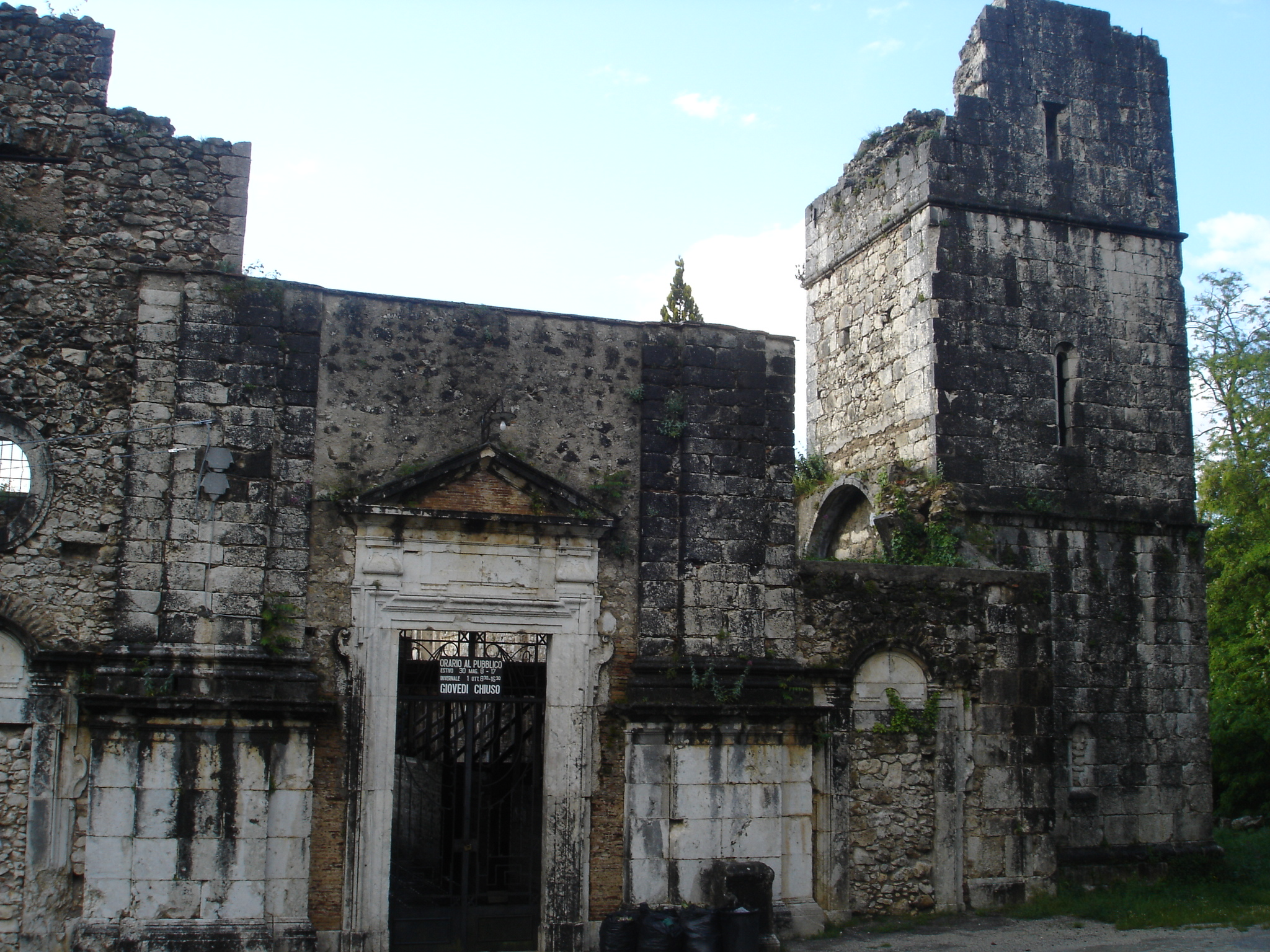
San Marco
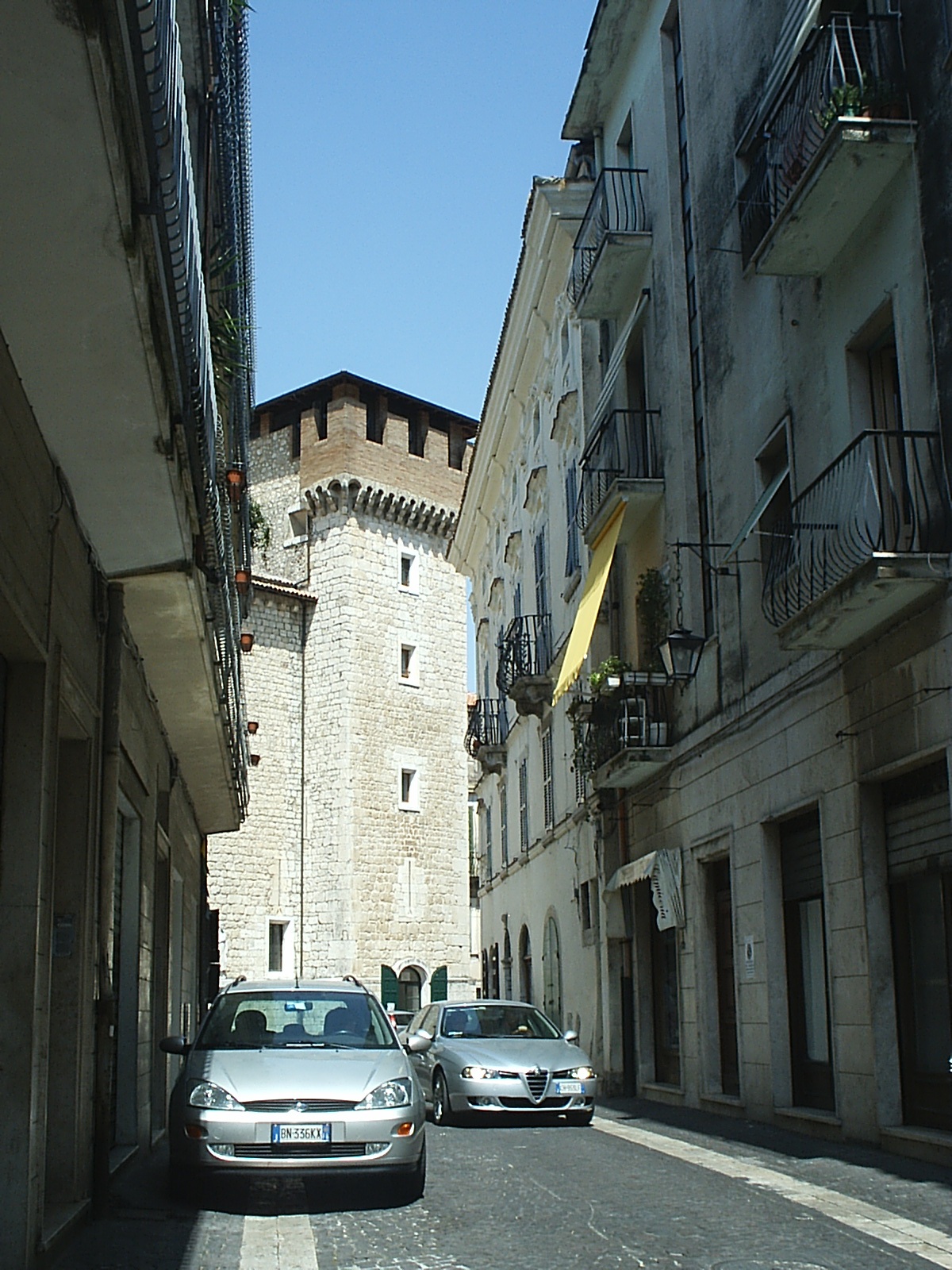
Palazzo Ducale Cantelmo

## Trivia
- De naam Atina werd ook gebruikt voor een van de zeemeerminnen in Disneys tekenfilm De kleine zeemeermin.

Acquafondata · Acuto · Alatri · Alvito · Amaseno · Anagni · Aquino · Arce · Arnara · Arpino · Atina · Ausonia · Belmonte Castello · Boville Ernica · Broccostella · Campoli Appennino · Casalattico · Casalvieri · Cassino · Castelliri · Castelnuovo Parano · Castro dei Volsci · Castrocielo · Ceccano · Ceprano · Cervaro · Colfelice · Colle San Magno · Collepardo · Coreno Ausonio · Esperia · Falvaterra · Ferentino · Filettino · Fiuggi · Fontana Liri · Fontechiari · Frosinone · Fumone · Gallinaro · Giuliano di Roma · Guarcino · Isola del Liri · Monte San Giovanni Campano · Morolo · Paliano · Pastena · Patrica · Pescosolido · Picinisco · Pico · Piedimonte San Germano · Piglio · Pignataro Interamna · Pofi · Pontecorvo · Posta Fibreno · Ripi · Rocca d'Arce · Roccasecca · San Biagio Saracinisco · San Donato Val di Comino · San Giorgio a Liri · San Giovanni Incarico · San Vittore del Lazio · Sant'Ambrogio sul Garigliano · Sant'Andrea del Garigliano · Sant'Apollinare · Sant'Elia Fiumerapido · Santopadre · Serrone · Settefrati · Sgurgola · Sora · Strangolagalli · Supino · Terelle · Torre Cajetani · Torrice · Trevi nel Lazio · Trivigliano · Vallecorsa · Vallemaio · Vallerotonda · Veroli · Vicalvi · Vico nel Lazio · Villa Latina · Villa Santa Lucia · Villa Santo Stefano · Viticuso
1. ↑  https://demo.istat.it/?l=it.